# Husqvarna Motorcycles
Husqvarna Motorcycles — дочерняя компания KTM, производящая гоночные мотоциклы для мотокросса, супермото и эндуро. Компания начала производство мотоциклов ещё в 1903 году в Хускварне, Швеция, в качестве дочерней компании Husqvarna AB.

## История
Husqvarna начали производить велосипеды ещё в конце XIX века. В 1903 году было налажено производство мотоциклов. В 1920 году, Husqvarna построила свой собственный завод по производству двигателей. Вскоре был разработан V-образный четырёхтактный двухцилиндровый двигатель, объёмом 550 см3, с боковым расположением клапанов, схожий по конструкции с моторами Harley-Davidson.
На протяжении 60-х и 70-х годов, Husqvarna блистала победами в мире мотокросса, выиграв 14 чемпионатов мира в классах 125см³ , 250см³ и 500см³ и в гонках на выносливость, в общей сумме выиграв 24 чемпионата мира.
Подразделение Husqvarna Motorcycles было продано итальянскому производителю мотоциклов Cagiva в 1987 году. BMW выкупил в 2007 году Husqvarna Motorcycles у MV Agusta Motor S.p.A., принадлежащей Cagiva. 
Husqvarna производит широкий ассортимент мотоциклов для эндуро, мотокросса и супермото. Мотоциклы поставляются с двух или четырёхтактными двигателями, объёмом от 125 см3 до 576 см3. В 2005 году, Джеральд Делепин выиграл чемпионат мира по супермото вместе с Husqvarna SMR660.
В 2013 году BMW Group продала Husqvarna Motorcycles. Покупателем Husqvarna стала австрийская компания Pierer Industrie AG - совладелец компании производящей мотоциклы KTM и HUSABERG.

### Победы в чемпионатах
- 1959 - Рольф Тиблин , Мотокросс, Чемпион Европы, 250 куб.см класса.
- 1960 - Билл Нильссон , Мотокросс чемпион мира, 500 куб.см класса.
- 1962 - Рольф Тиблин, Мотокросс чемпион мира, 500 куб.см класса.
- 1962 - Торстен Халлман , Мотокросс чемпион Мира, 250 куб.см класса.
- 1963 - Рольф Тиблин, Мотокросс чемпион мира, 500 куб.см класса.
- 1963 - Торстен Халлман, Мотокросс чемпион Мира, 250 куб.см класса.
- 1966 - Торстен Халлман, Мотокросс чемпион Мира, 250 куб.см класса.
- 1967 - Торстен Халлман, Мотокросс чемпион Мира, 250 куб.см класса.
- 1969 - Бенгт Аберг , Мотокросс чемпион мира, 500 куб.см класса.
- 1970 - Бенгт Аберг, Мотокросс чемпион мира, 500 куб.см класса.
- 1974 - Хейкки Миккола , Мотокросс чемпион мира, 500 куб.см класса.
- 1976 - Хейкки Миккола, Мотокросс чемпион Мира, 250 куб.см класса.
- 1979 - Хокан Карлквист, Мотокросс чемпион Мира, 250 куб.см класса.
- 1993 - Джеки Мартенс, Мотокросс чемпион мира, 500 куб.см класса.
- 1998 - Алессио Чиоди, Мотокросс чемпион мира, класс 125 куб.см
- 1999 - Алессио Чиоди, Мотокросс чемпион мира, класс 125 куб.см

- 1967 - Н. Робертс, Малькольм Смит
- 1969 - Гуннар Нильсон, Дж. Робертс
- 1971 - Малкольм Смит, Гуннар Нильсон
- 1972 - Гуннар Нильсон, Рольф Тиблин
- 1973 - Митч Майес, A.C. Баккен
- 1976 - Ларри Роселлер , Митч Майес
- 1977 - Brent Wallingsford, Скот Харден
- 1978 - Ларри Роселлер, Джек Джонсон
- 1979 - Ларри Роселлер, Джек Джонсон
- 1981 - Crjnn Харден, Брент Уоллингсфорд
- 1983 - Дэн Смит, Дэн Эшкрафт

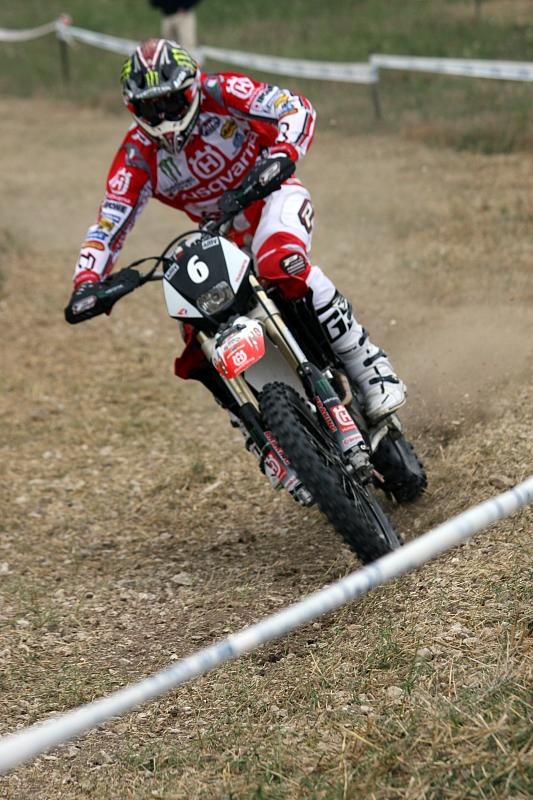
Бартош Облуцки и его Husqvarna E1 на Гран-При Италии (2008)

- 1990 - 350 куб.см World Enduro Championship
- 1991 - 250 куб.см World Enduro Championship
- 1992 - 350 куб.см World Enduro Championship
- 1993 - 125 куб.см World Enduro Championship
- 1993 - 350 куб.см World Enduro Championship
- 1994 - 125 куб.см World Enduro Championship
- 1994 - 500 куб.см World Enduro Championship
- 1995 - 125 куб.см World Enduro Championship
- 1995 - 500 куб.см World Enduro Championship
- 1996 - 350 куб.см World Enduro Championship
- 1998 - 500 куб.см World Enduro Championship
- 1999 - 500 куб.см World Enduro Championship
- 2000 - 250 куб.см World Enduro Championship
- 2001 - 125 куб.см World Enduro Championship
- 2001 - 400 куб.см World Enduro Championship
- 2001 - 500 куб.см World Enduro Championship
- 2002 - 125 куб.см World Enduro Championship
- 2002 - 250 куб.см World Enduro Championship
- 2002 - 500 куб.см World Enduro Championship
- 2003 - 400 куб.см World Enduro Championship
- 2010 - E1 World Enduro Championship (250 4 stroke) with Antoine Meo

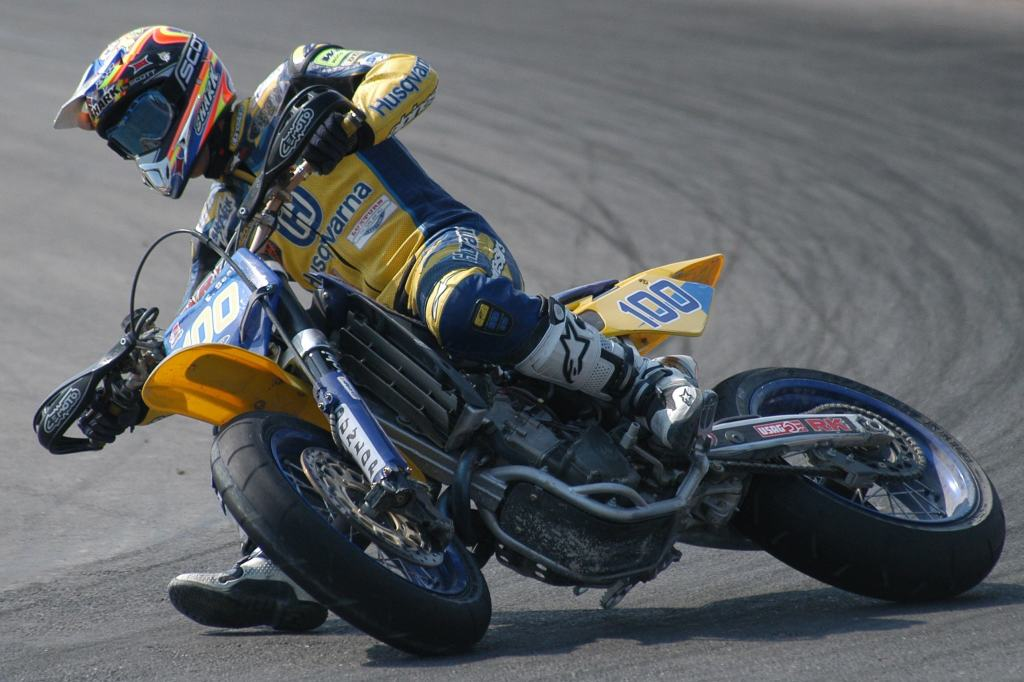
Эдди Сил (Husqvarna)

- 2005 - Gérald Delepine, SM1 World Supermoto Championship
- 2007 - Adrien Chareyre, SM1 World Supermoto Championship
- 2007 - Gérald Delepine, SM2 World Supermoto Championship
- 2008 - Adrien Chareyre, SM2 World Supermoto Championship
- 2009 - Adrien Chareyre, SM2 World Supermoto Championship

## Модельный ряд

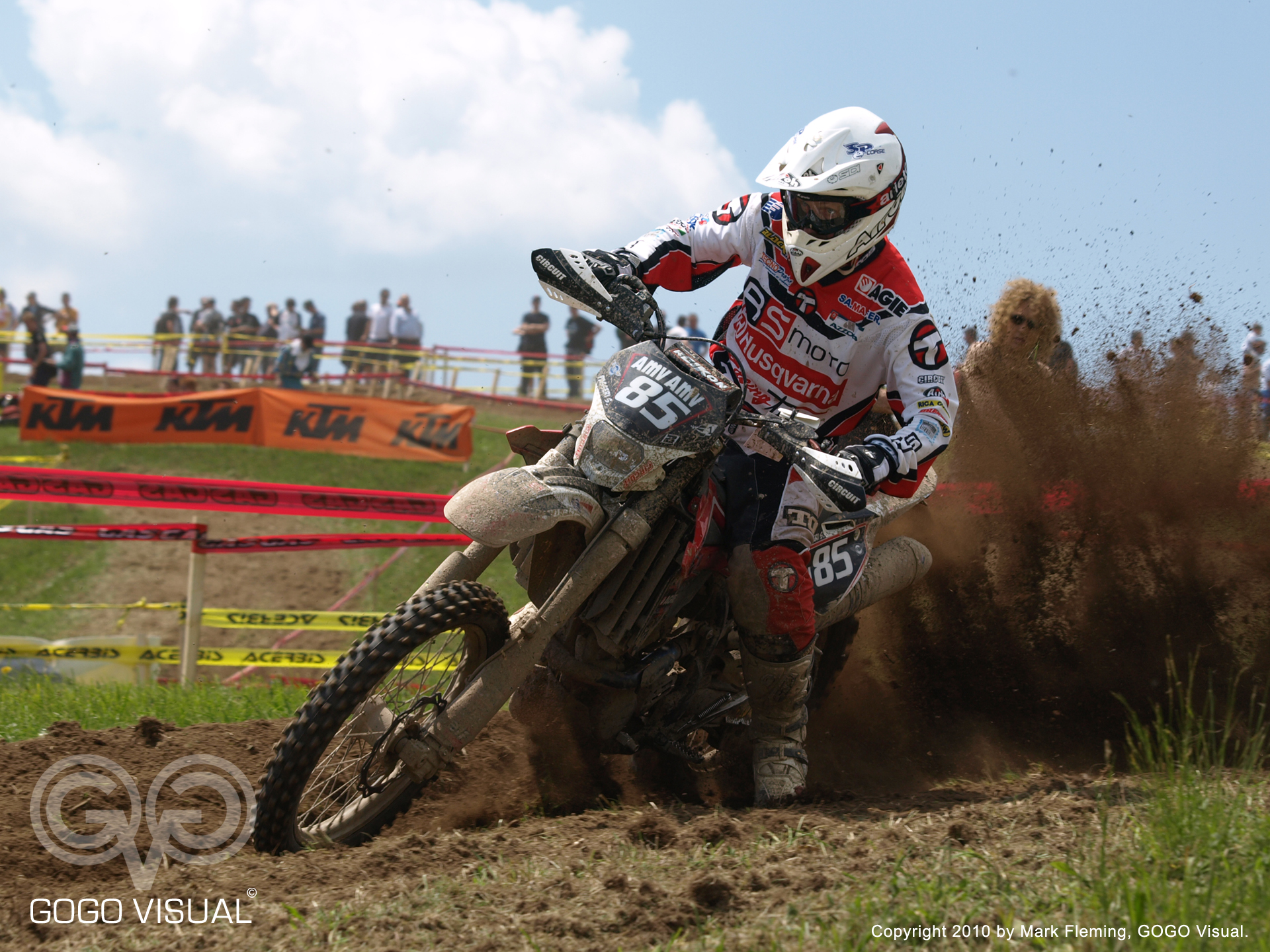
Стефано Пассери, Гран-при Италии (2010)

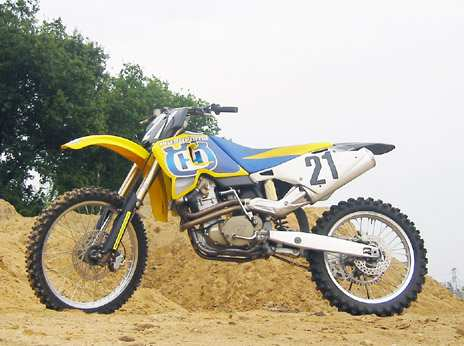
Husqvarna TC610

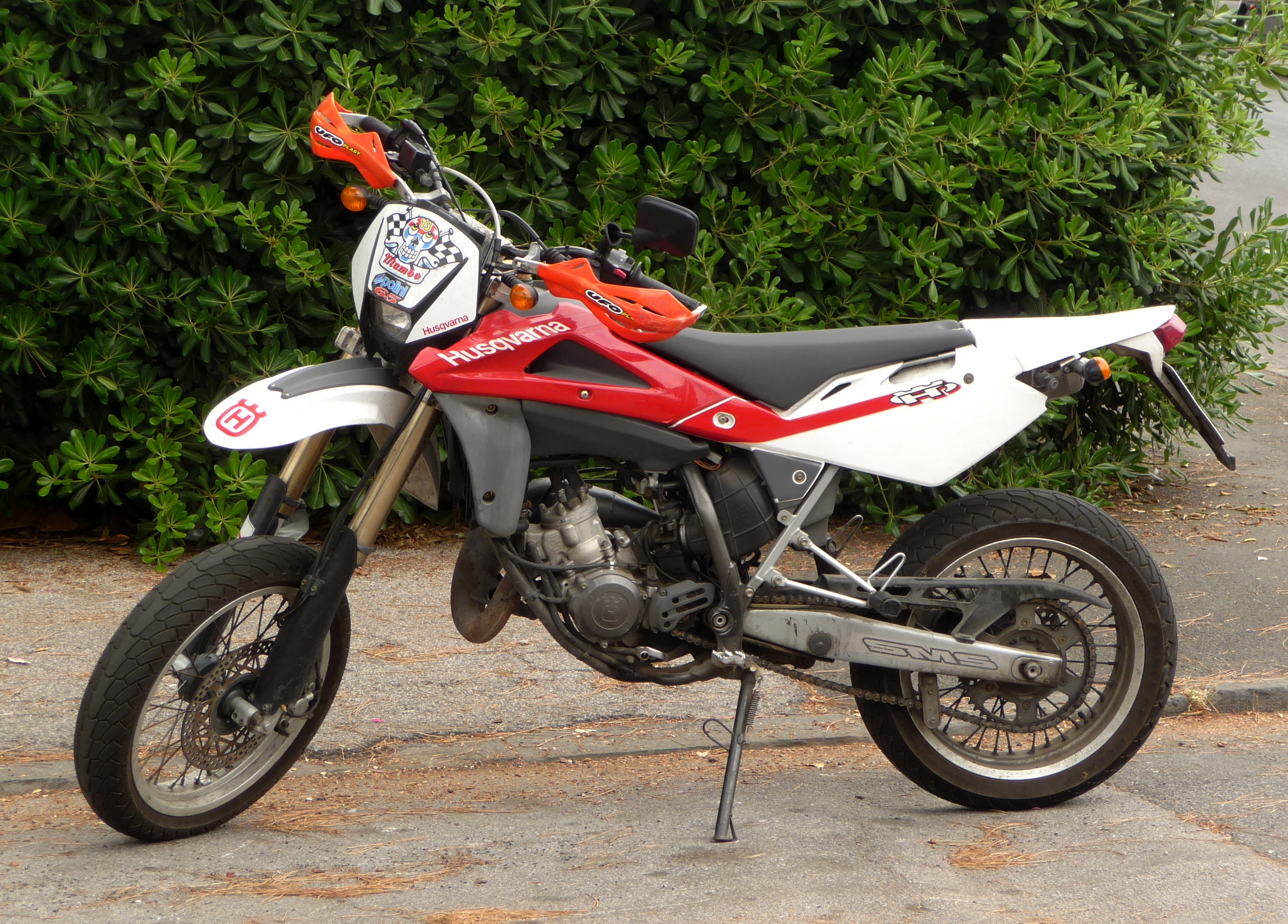
Husqvarna SMS 125

- WR 125
- WR 150
- WR 250
- WR 300
- TE 250
- TE 300
- TE 350
- WR 360
- WR 390
- WR 430
- TE 410
- TE 450
- TE 449
- TE 510
- TE 511
- TE 570
- TE 610
- XC 500

- CR 125
- CR 150
- CR 250
- TC 250
- CR 390
- CR 400
- TC 449
- TC 450
- CR 500
- TC 510
- TC 570
- TC 610

- SMS 125
- SMS 4 125
- SM 450R
- SM 450RR
- SM 510R
- SMR 511
- SM 530RR
- SMR 570
- SM 610IE
- SM 610R
- SM 610S
- SMR 630